# Radio Gaúcha
La Rádio Gaúcha es una estación de radio brasileña con sede en Porto Alegre, RS. Pertenece al Grupo RBS y opera en las frecuencias 600 kHz de AM y 93,7 MHz de FM. Es la cabeza de red de la Rede Gaúcha SAT, que tiene más de 150 emisoras.

## Historia
Radio Gaucha fue fundada el 8 de febrero de 1927. La radio hace sus transmisiones con el sonido 100% digital y ocupa el rango de 600 kHz AM, siendo ese canal exclusivo de la estación en el hemisferio sur. Este 600 AM ha sido utilizado por Rádio Farroupilha, otra radio del Grupo RBS, que ahora ocupa la frecuencia de 680 kHz AM, frecuencia utilizada antes por Radio Gaucha. 
El 28 de mayo de 2008, Radio Gaucha pasó a transmitir también en Radio FM, en la frecuencia 93.7 MHz. La estación ha ocupado las frecuencias FM 94.1 MHz (actualmente, 94,3 de Radio Atlântida) en los años 60-70 y 102,3 MHz (actualmente Radio Itapema FM) en los años 70-80. 

## Profesionales
Aproximadamente 40 personas componen el área de periodismo de la Radio. En deportes son 20 profesionales.
El equipo técnico es compuesto por 35 operadores que trabajam en la operación de la mesa de aire, Central Técnica, grabaciones, exterior y transmisiones.

## Programas

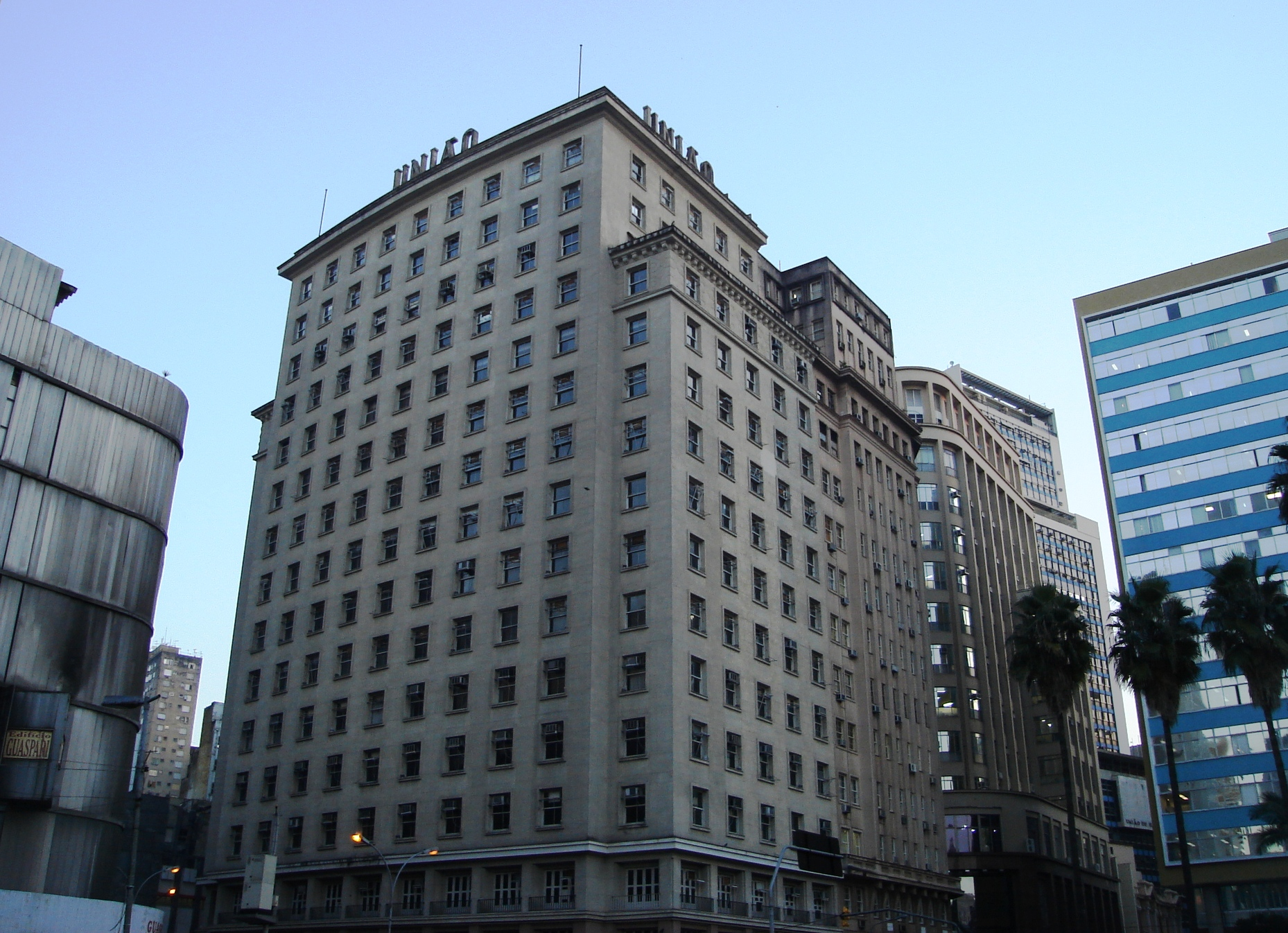
Edifício União, donde se localiza la sede de Rádio Gaúcha.

### Periodismo
- Gaúcha Hoje (Antônio Carlos Macedo y Jocimar Farina);
- Gaúcha Atualidade (Andressa Xavier, Rosane de Oliveira y Gianne Guerra);
- Timeline Gaúcha (Kelly Matos, David Coimbra y Luciano Potter);
- Correspondiente Ipiranga Rede Gaúcha SAT (Arthur Chagas y Fernando Zanuzo. Marcela Panke y el presentador substituto);
- Chamada Geral (1ª y 2ª edición) (Antônio Carlos Macedo y Daniel Scola respectivamente);
- Gaúcha Repórter (Leandro Staudt);
- Gaúcha Faixa Especial (Sara Bodowsky);
- Estúdio Gaúcha (mixto con deportes) (Eduardo Gabardo);
- Madrugada Gaúcha (Marcelo Drago);
- Supersábado (Andressa Xavier);
- Notícia na Hora Certa (Presentador variable);
- A Voz do Brasil (Ofrecido por la Radiobrás)

### Deportes
- Esportes ao Meio-Dia (Filipe Gamba o Marcelo de Bona);
- Sala de Redação (Pedro Ernesto Denardin);
- Sala de Domingo (Cléber Grabauska);
- Domingo Esporte Show (Luis Henrique Benfica);
- Pré-Jornada (Diori Vasconcelos);
- Balanço Final (Filipe Gamba o Eduardo Gabardo);
- Sábado Esporte (Rodrigo Oliveira);
- Show dos Esportes (Cléber Grabauska y Luciano Périco);
- Giro do Placar (Panel de presentadores);
- Zona Mista (Rafael Colling)
- Show de Bola (José Alberto Andrade y Diori Vasconcelos).

### Otros
- Campo y Lavoura (Marcelo Drago);
- Galpão do Nativismo (Dorotéo Fagundes);
- Sem Fronteiras (Matheus Ferraz);
- Gaúcha no Carnaval (de diciembre a marzo) (Cláudio Brito);
- Bom Dia , Segunda-Feira (de marzo a diciembre) (Cláudio Brito);
- Destaque Empresarial y Negócios (Giane Guerra);

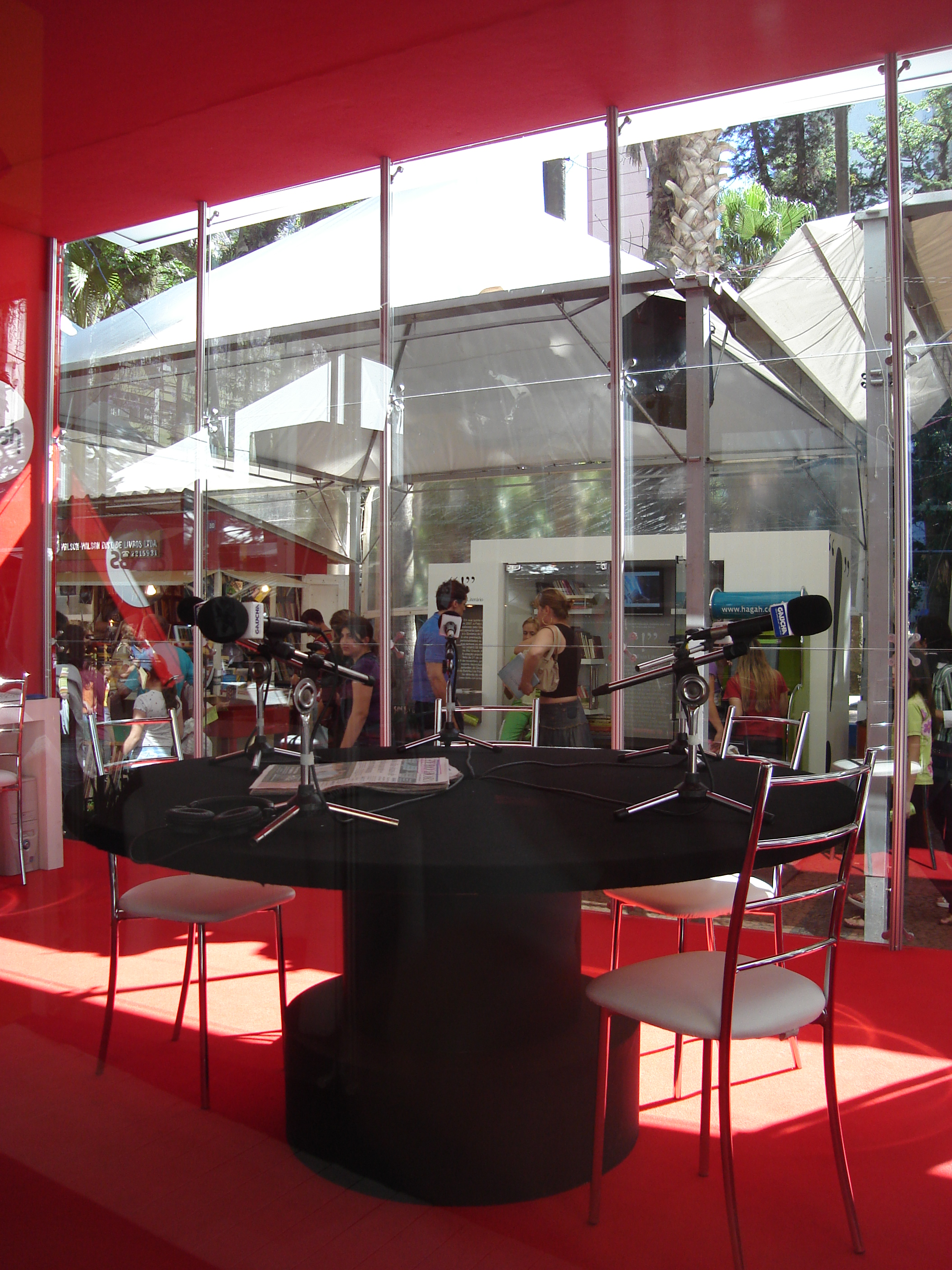
Estudio de Rádio Gaúcha en la Feria del libro de Porto Alegre.

## Deportes

### Directores
- Pedro Ernesto Denardin
- Cléber Grabauska
- Rafael Cechin

### Relatores
- Pedro Ernesto Denardin
- Gustavo Manhago
- Marcelo de Bona

### Comentaristas
- Adroaldo Guerra Filho
- Maurício Saraiva
- Cléber Grabauska
- Diogo Oliver
- Rafael Colling  (también reportero)
- Luís Henrique Benfica

### Análisis de arbitraje
- Diori Vasconcelos

### Reporteros
- José Alberto Andrade  (también comentarista)
- André Silva  (también relator)
- Leonardo Acosta
- Rodrigo Oliveira
- Filipe Gamba
- Eduardo Gabardo
- Douglas Demoliner
- Rafael Diverio
- Kelly Matos
- Duda Garbi
- Renata de Medeiros
- Sérgio Guimarães (corresponsal en Río de Janeiro)
- Adão Júnior (corresponsal en Caxias do Sul)

### Estadísticas y redes sociales
- Marcos Bertoncello
- Raphael Gomes  (también reportero)
- Rafael Cechin

### Presentadores
- Filipe Gamba
- Eduardo Gabardo
- Diori Vasconcelos

### Productores deportivos
- Rafael Cechin
- Douglas Demoliner
- Marcos Bertoncello
- Nícolas Andrade
- Michelle Raphaelli
- Pedro Moreno
- Raphael Gomes
- Renata de Medeiros

## Equipo de periodismo

### Reporteros de periodismo
- Mateus Schuch (política - Brasília)
- Felipe Daroit (general)
- Lucas Abati (general)
- Milena Schöeller (general)
- Jocimar Farina (general)
- Cid Martins (general)
- Marina Pagno (general)
- Vitor Rosa (general)
- Marcus Bruno (general)
- Pedro Quintana (general)
- Eduardo Matos (general)
- Eduardo Cardozo (general)
- Yasmin Luz (general)
- Mariana Ceccon (general)
- Milena Haas (general)
- Elisandra Borba (general)
- Jaques Machado (general y cultura)
- Ramon Nunes (general)
- Arthur Chagas (general)
- Giane Guerra (economía)
- André Fiedler (redacción Caxias do Sul)
- Flávia Noal (redacción Caxias do Sul)
- Juliana Bevilaqua (redacción Caxias do Sul)
- Suelen Mapelli (redacción Caxias do Sul)
- Diego Mandarino (redacción Caxias do Sul)
- Viviana Fronza (redacción Santa Maria)
- Bibiana Dihl (redacción Santa Maria)
- Daniel Fraga (redacción Santa Maria)
- João Paulo Lamas (redacción Santa Maria)
- Camila Faraco (redacción Pelotas)
- Karoline Ávila (redacción Rio Grande)

### Productores Periodismo
- Maikio Guimarães
- Pedro Quintana
- Eduardo Matos
- Eduardo Cardozo
- Yasmin Luz
- Mariana Ceccon
- Milena Haas
- Elisandra Borba
- Jaques Machado
- Kathlyn Moreira

## Transmisiones de Carnaval
- Cláudio Brito (presentador,relatador y realizador)
- Renato Dorneles (presentador y relatador)
- Luiz Armando Vaz (comentador)
- Léo de Nilópolis (comentador)
- Danilo Andrade (comentador)
- Éldio Macedo (comentador)
- Elias Costa (reportero)
- Júlio Ferreira (reportero)
- Matias Flach (reportero)
- José Alberto Andrade (reportero)
- Juliano Vieira (reportero)
- Luciano Périco (reportero)
- Thiago Zenker (reportero)
- Kleber Comká (reportero)
- Liliana Pereira (reportera)
- Fred Soares (reportero)
- Mariana Ceccon (presentadora de la Central Gaúcha de Carnaval y productora)

## Curiosidades
- La Rádio Gaúcha fue reconocida como la primera emisora de Río Grande del Sur en transmitir una Copa del Mundo de Fútbol, la Copa de 1950, realizada en Brasil.
- Realizó una gran cobertura junto a los otros vehículos del Grupo RBS de los Juegos Olímpicos de Pekín 2008.
- En el carnaval realiza la transmisión del desfile de las escuelas de samba de Porto Alegre y de Río de Janeiro. Algunos años atrás, también transmitía el carnaval de São Paulo. También realiza cobertura del carnaval internacional de Uruguaiana, que ocurre en marzo. Utiliza el nombre del programa Gaúcha no Carnaval en la transmisión.
- Es la radio líder de audiencia en las clases más altas de la sociedad y primero lugar en las jornadas deportivas.
- Hay parejas que trabajan en la emisora, como Giane Guerra y Jocimar Farina & Milena Schöeller y Leandro Staudt.
- Desde 1970 no está ausente de una Copa del Mundo y confirmó presencia en la Copa de 2018 , en Rusia.